# 何光裕
何光裕（1515年—?年），字思問，四川保寧府劍州梓潼縣人，明朝政治人物。

## 生平
嘉靖十六年（1537年）舉丁酉科四川鄉試，嘉靖二十年（1541年）辛丑科進士，改庶吉士，嘉靖二十二年，授刑科給事中。嘉靖二十五年，升任兵科右給事中。嘉靖二十九年，升任吏科左給事中。嘉靖三十年，升任兵科都給事中。因反對仇鸞開馬市而上疏，明世宗大怒，杖刑去世。隆慶初，贈太常少卿。

## 著作
著有《石亭初集》。

## 家族
曾祖何端，祖何文亮，父何智，母趙氏。
有子何儼。